# Pyroxeen

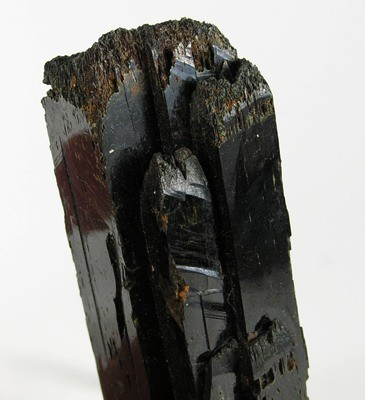
Aegirien, een natriumrijke vorm van clinopyroxeen.

De groep mineralen die pyroxenen genoemd worden, is een groep belangrijke silicaten in magmatische en metamorfe gesteenten. Karakteristiek is een structuur van enkele silica ketens in tetraëders; inosilicaat. Twee kristalstelsels zijn mogelijk:
- monoklien
- orthorombisch

## Eigenschappen
De hardheid is 5,5 (hardheidsschaal van Mohs) wat ongeveer even hard is als het lemmet van een mes. De kleur is meestal grijs of groen. De splijtingsvlakken hebben een hoek van ongeveer 90°.
De algemene formule voor pyroxeen luidt XY(Si,Al)2O6 (met voor X calcium, natrium, ijzer2+ en magnesium en (zeldzaam) zink, mangaan en lithium. Y bevat kleinere ionen, zoals chroom, aluminium, ijzer3+, magnesium, mangaan, scandium, titanium, vanadium en zelfs ijzer2+). 
Hoewel aluminium vaak voorkomt als vervanging van silicium in silicaten, is dat niet het geval in pyroxeen.

## Naamgeving
De naam pyroxeen is afgeleid van het Oudgriekse πῦρ, pur en ξένος, xenos ("vuur" en "vreemd"). Deze naam werd gegeven naar aanleiding van het voorkomen in vulkanische lava's waar pyroxenen soms als kristallen ingebed liggen in het omringende vulkanische glas; verondersteld werd dat het onvolkomenheden in het glas waren, daarom de naam "vuur vreemdelingen". Het zijn echter vroeg vormende mineralen die volgens de Bowen-reactiereeks al uitgekristalliseerd zijn voordat het magma aan het aardoppervlak komt (en vanaf dat moment lava genoemd wordt). Zodoende "drijven" de pyroxeenkristallen in de smelt die door snelle afkoeling het vulkanisch glas, of obsidiaan vormt.

## Voorkomen
De mantel bestaat voornamelijk uit olivijn en pyroxeen. Pyroxenen komen in alle mafische stollingsgesteenten voor, en ook in mantelgesteentes als peridotiet en serpentiniet.

## Pyroxenen

### Clinopyroxenen (monoklien)
- Aegirien - NaFe3+Si2O6
- Augiet - (Ca,Na)(Mg,Fe2+,Al,Fe3+,Ti)(Al,Si)2O6
- Clinoenstatiet - Mg2Si2O6
- Diopsiet - CaMgSi2O6
- Esseneiet - CaFe3+AlSiO6
- Hedenbergiet - CaFe2+Si2O6
- Jadeiet - NaAlSi2O6
- Jervisiet - (Na,Ca,Fe2+)(Sc,Mg,Fe2+)Si2O6
- Johannseniet - CaMn2+Si2O6
- Kanoiet - (Mn2+,Mg)2Si2O6
- Kosmochloor - NaCrSi2O6
- Namansiliet - NaMn3+Si2O6
- Natalyiet - Na(V3+,Cr3+)Si2O6
- Omfaciet - (Ca,Na)(Mg,Fe2+,Al)Si2O6
- Petedunniet - Ca(Zn,Mn2+,Fe2+,Mg)Si2O6
- Pigeoniet - (Mg,Fe2+,Ca)(Mg,Fe2+)Si2O6
- Spodumeen - LiAlSi2O6

### Orthopyroxenen (orthorombisch)
- Hyperstheen - MgFe2+Si2O6
- Donpeacoriet - (Mg,Mn)MgSi2O6
- Enstatiet - Mg2Si2O6
- Ferrosiliet - (Fe2+)2Si2O6
- Nchwaningiet - Mn2+2SiO3(OH)2·(H2O)